# Мендоса (річка)
Мендо́са (ісп. Mendoza) — річка в однойменній аргентинській провінції.
Витік річки знаходиться біля гори Аконкагуа, гирло — у болотах Гванакаче.
Використовується для зрошення у департаментах Лухан-де-Куйо, Майпу, Гваймальєн, Лас-Ерас, Сан-Мартін, Лавальє. На річці знаходяться водосховища Чиполлетті, Лас-Компуертас і Пострерильйос.
Річка Мендоса влітку має популярність у туристів, які практикують рафтинг і каякінг.